# Personnage de bas de case
 (octobre 2023).
Si vous disposez d'ouvrages ou d'articles de référence ou si vous connaissez des sites web de qualité traitant du thème abordé ici, merci de compléter l'article en donnant les références utiles à sa vérifiabilité et en les liant à la section « Notes et références ».
Les personnages de bas de case sont des personnages fictifs présents dans certaines bandes dessinées en trame secondaire, interagissant peu ou pas avec ceux du récit principal. Ces personnages secondaires, que l’on trouve au bas des vignettes (cases) de la planche, se moquent souvent du récit principal ou des protagonistes de celui-ci.

## Exemples de personnages de bas de case
| Nom du personnage                  | Série              |
| ---------------------------------- | ------------------ |
| la coccinelle                      | Rubrique-à-brac    |
| les pies                           | La Jungle en folie |
| Prosper puis Raoul Chatigré (chat) | Léonard            |
| Bernadette (souris grise)          | Léonard            |